# Peter Buljan
Peter Buljan (Canberra, 14 luglio 1978) è un ex calciatore australiano, di ruolo attaccante.